# Khalifa Bakhti
Khalifa Bakhti (en arabe : خليفة بختي), né en 1949 et mort le 25 mars 2009, est un footballeur international marocain qui évoluait au poste de défenseur.

## Biographie
International marocain à 45 reprises de 1969 à 1974[réf. nécessaire], année où il a été blessé au genou contre le WAC de Casablanca précisément au mois de mars, il participe avec l'équipe nationale aux Jeux olympiques de 1972 organisés à Munich, où il atteint le second tour. Lors du tournoi olympique, il participe à toutes les rencontres de son équipe, soit six matchs.
Le 8 novembre 1969, il joue un match face au Nigeria comptant pour les éliminatoires du mondial 1970 (défaite 2-0). 
Khalifa a participé également à la Coupe d'Afrique des nations 1972 au Mali avec la sélection marocaine, où l'équipe a perdu par pile ou face, étant ainsi éliminée au premier tour.
En club, Khalifa Bakhti évolue avec les FAR de Rabat de 1966 au 1981 avec deux titres de champion du Maroc et une victoire en coupe du trône en 1971.